# Jan Willem Gunning (1827-1900)
Jan Willem Gunning (Vlaardingen, 22 september 1827 – Laag-Keppel (Hummelo), 7 januari 1900) was een Nederlands hoogleraar scheikunde.

## Biografie
Gunning was een lid van de familie Gunning en een kleinzoon van de maire van Apeldoorn Johannes Hermanus Gunning (1768-1853) en Margaretha Rutgers (1770-1836). Hij trouwde in 1855 met Henriëtta Cornelia van Staveren (1834-1856) die een maand na de geboorte van hun dochtertje overleed. Hij hertrouwde in 1858 met Petronella Adriana Pierson (1832-1923), lid van de familie Pierson en dochter van zakenman Gregory Pierson (1806-1873). Uit het tweede huwelijk werden negen kinderen geboren, onder wie prof. dr. Johannes Hermanus Gunning (1859-1951). Hij was de broer van prof. dr. Johannes Hermanus Gunning (1829-1905) en prof. dr. Willem Marius Gunning (1834-1912).
Gunning promoveerde te Utrecht in de natuurkunde in 1853. Daarna werd hij lector schei- en artsenijkunde te Utrecht totdat hij in 1865 hoogleraar scheikunde en toxicologie werd aan het Athenaeum Illustre (Amsterdam), later: Universiteit van Amsterdam. Hij bleef hoogleraar tot 1896. Hij publiceerde enige onderwijsleerboeken over scheikunde die verschillende drukken beleefden. Daarnaast hield hij zich bezig met maatschappelijke vraagstukken als openbare waterhygiëne en prostitutie. Van 1862 tot 1897 was hij tevens adviseur van de minister van Financiën.
Prof. dr. J.W. Gunning was ridder in de Orde van de Nederlandse Leeuw en ridder in de Orde van Oranje-Nassau.